# USL Championship
Lo USL Championship è un torneo calcistico professionistico che si svolge negli Stati Uniti d'America e svoltosi in passato anche in Canada e ad Antigua.
Fondato dalla United Soccer Leagues, ha operato dal 2011 al 2016 come campionato di terzo livello del Nordamerica, mentre dal 2017 è stato riconosciuto dalla federazione come campionato di secondo livello, gerarchicamente al di sotto della Major League Soccer. Nel corso della propria storia ha assunto diverse denominazioni: USL Pro dal 2011 al 2014 e USL dal 2015 al 2018, prima di adottare quella corrente nel 2019.
Sono 58 le squadre che sino ad oggi hanno partecipato alla competizione di cui 24 attualmente attive, 20 iscritte ad altri campionati, 13 non più esistenti e 1 attualmente in pausa.
Louisville City e Orlando City sono le squadre più titolate, vincitrici del campionato per 2 volte.

## Formula del torneo
La stagione si sviluppa da marzo a novembre, lo svolgimento del torneo avviene in due fasi: la stagione regolare e i play-off per l'assegnazione del titolo. Non sono previste promozioni e retrocessioni. Dal 2015 le squadre sono state divise in due conference, la “Western Conference” e la “Eastern Conference”, in base alla loro posizione geografica.
Dal 2023 ogni squadra affronta due volte gli avversari della propria Conference: una volta in casa e una volta in trasferta. Le restanti 12 partite della stagione si giocano contro squadre della conference avversaria, con sei partite in casa e sei in trasferta per un totale di 34 partite.
Vengono assegnati tre punti per ogni vittoria e un punto per ogni pareggio. Le prime 8 squadre classificate di ogni Conference accedono alla post season.
Le 16 squadre così qualificate danno vita a dei play-off per stabilire la vincitrice del campionato, disputati con incontri di sola andata a eliminazione diretta sul campo della formazione meglio piazzatasi nella stagione regolare.

## Storia

### Le origini
Fino al 2009 la United Soccer Leagues organizzava i campionati di secondo e terzo livello del Nord America, la USL First Division e la USL Second Division, ma una scissione fra i proprietari dei club portò alla nascita della NASL e a un campionato provvisorio nel 2010. Per il 2011 la federazione decise di riconoscere la NASL come campionato di seconda divisione, la USL allora decise di fondere First e Second Division per dare vita a un nuovo campionato professionistico, chiamato United Soccer Leagues Professional Division subito riconosciuto dalla federcalcio americana come il terzo livello della piramide.

Il primo logo della USL Pro, in uso dal 2011 al 2014

La prima stagione vide ai nastri di partenza dodici club: due di First Division che l'anno prima avevano disputato la USSF Division 2 Pro League (Rochester Rhinos e Orlando City, appena trasferitisi da Austin), cinque della Second Division (Charleston Battery, Charlotte Eagles, Harrisburg City Islanders, Pittsburgh Riverhounds e Richmond Kickers), uno fermo nella stagione precedente (Wilmington Hammerheads) e quattro nuovi team (Antigua Barracuda, Dayton Dutch Lions, FC New York e Los Angeles Blues). Le partecipanti dovevano essere quindici, ma tre club provenienti da Porto Rico furono esclusi poco prima dell'inizio della stagione in assenza di adeguate garanzie economiche.
Con l'addio del FC New York le partecipanti si ridussero a undici nel 2012, con un nuovo aumento a tredici nel 2013 grazie a Phoenix e VSI Tampa Bay.

### L'accordo con MLS
Dalla stagione 2013 la lega ha siglato un accordo con la MLS, in virtù del quale un club MLS può scegliere di affiliarsi a un club della USL Pro con cui scambiare i propri giocatori per farli giocare con costanza, oppure iscrivere direttamente la propria squadra riserve al campionato.
La prima squadra riserve ad iscriversi è stata nel 2014 il Los Angeles Galaxy II; questo arrivo, con la sparizione di Antigua Barracuda e VSI Tampa Bay, lo spostamento di Phoenix a Peoria come Arizona United e i nuovi arrivi di Oklahoma City Energy e Sacramento Republic, ha portato a quattordici le partecipanti dell'edizione 2014. Nella stessa stagione il L.A. Blues ha cambiato nome in Orange County Blues.
Nel 2015, visto anche l'arrivo di diverse squadre riserve della MLS, si è avuto un deciso aumento delle partecipanti con il raggiungimento delle ventiquattro unità, nonostante gli addii di Orlando City (ammesso in MLS), Dayton Dutch Lions e Charlotte Eagles (sostituiti dai concittadini dello Charlotte Independence). Questa crescita del numero di squadre ha spinto la lega verso uno sviluppo complessivo del torneo, con la modifica del logo, la semplificazione del nome in United Soccer League e il tentativo di recuperare il riconoscimento come secondo livello della piramide calcistica nordamericana, a discapito della NASL.

Il logo della USL, in uso dal 2015 al 2018

Nel 2016 è continuato l'aumento delle partecipanti, con il raggiungimento di quota ventinove grazie a sei nuove iscritte (FC Cincinnati, Orlando City B, Philadelphia Union II, Rio Grande Valley, San Antonio FC e Sporting Kansas City II) e al ritiro degli Austin Aztex.

### La seconda divisione
Nel 2017 la USL ha ottenuto un importante riconoscimento dalla federazione, recuperando il proprio status di seconda divisione alla pari con la NASL; il nuovo rapporto di forza fra le due leghe ha portato al passaggio diretto di due franchigie, gli Ottawa Fury e i Tampa Bay Rowdies, da un campionato all'altro. Questi due nuovi ingressi, insieme a quello del Reno 1868 FC, hanno compensato gli addii del Football Club Montréal (la cui squadra madre, gli Impact de Montréal, ha preferito stipulare un'affiliazione con gli Ottawa Fury) e del Wilmington Hammerheads (passati al campionato dilettantistico della USL PDL), portando a un totale di 30 partecipanti. Sempre nel 2017 l'Arizona United ha cambiato nome in Phoenix Rising.
Nella stagione 2018 la USL ha acquisito altri due club della NASL, Indy Eleven e North Carolina, oltre ai nuovi club Fresno, Las Vegas Lights FC e Nashville. Considerando l'iscrizione della squadra riserve dell'Atlanta United 2 e l'uscita di Rochester Rhinos, Orlando City B e Vancouver Whitecaps FC II, il totale delle partecipanti si è attestato sulle 33 unità.
Visto il vertiginoso sviluppo della lega, la USL ha compiuto per il 2019 un'ulteriore riorganizzazione complessiva della propria struttura, con la creazione di un nuovo campionato di terzo livello. L'intera struttura non esclude la futura realizzazione di un sistema di promozioni e retrocessioni tra i campionati, che sono stati tutti rinominati: la USL è diventata USL Championship, la nuova terza divisione è la USL League One, e l'USL PDL la USL League Two, sul modello delle serie minori inglesi. A seguito dell'ingresso nella lega di Austin Bold, Birmingham Legion, El Paso Locomotive, Hartford Athletic, Loudoun United, Memphis 901 e New Mexico United, e alla contemporanea uscita di scena del Cincinnati (passato in MLS), al passaggio dei Richmond Kickers e del Toronto II in USL League One e infine al fallimento del Penn FC, il totale delle squadre partecipanti è salito a 36.

### Il 2020 e l'impatto della COVID
La stagione 2020 ha visto il numero delle squadre partecipanti ridursi a 35: il Fresno ha sospeso la propria attività, mentre il Nashville SC è passato in Major League Soccer; in compenso si è aggiunta una nuova franchigia californiana, il San Diego Loyal. Inoltre, a seguito del diniego della CONCACAF a partecipare a un campionato estero, l'Ottawa Fury ha cessato le attività e ha ceduto i suoi diritti di partecipazione al Miami FC. La finale della stagione non è stata disputata a causa di casi di positività alla COVID-19 da parte di alcuni giocatori dei Tampa Bay Rowdies. La stagione si è dunque conclusa senza un campione ufficiale, ma semplicemente con i Rowdies e il Phoenix Rising campioni delle rispettive conference.
Nella stagione 2021 il numero di club si è ulteriormente ridotto e si è attestato a quota 31, effetto della chiusura di Saint Louis FC, Philadelphia Union II, Portland Timbers 2 e Reno 1868, del passaggio del North Carolina in USL League One e dell'acquisizione da parte della lega degli Oakland Roots, precedentemente membri della NISA. Per l'annata successivo il numero complessivo di partecipanti si è ulteriormente ridotto fino a scendere a quota 27, per effetto dell'ingresso nella lega del Detroit City e del Monterey Bay e dei passaggi in MLS Next Pro di Real Monarchs, Sporting Kansas City II e Tacoma Defiance e in USL League One da parte del Charlotte Independence, oltre che della sospensione delle attività dell'Austin Bold e dell'Oklahoma City Energy.

### Dal 2022 in poi
Il 27 gennaio 2022 la USL ha ufficialmente assegnato una nuova franchigia a USL Pro Iowa a Des Moines, Iowa, che debutterà nel 2024. Il proprietario di maggioranza è Kyle Krause, già proprietario dei Des Moines Menace della USL League 2 dal 1998. Il 14 Luglio 2022, USL ha announciato che intende portare in USL Championship una squadra di New Orleans, Louisiana, per il 2025. Il 12 agosto 2022, a Pawtucket, Rhode Island, è iniziata la costruzione di uno stadio per una squadra di USL Championship che esordirà nel 2024, quando lo stadio sarà completo. Il 30 agosto 2022, USL ha annunciato che un gruppo di investitori vuole portare la USL Championship e la USL Super League a Jacksonville, Florida, con l'obiettivo di formare il team di USL Championship dal 2025. Il 19 ottobre 2022, USL ha assegnato una squadra a USL Milwaukee, che esordirà sempre nel 2025 in uno stadio da 8000 posti a Milwaukee, Wisconsin.

## Partecipanti

### Attuali
| Squadra                      | Città, Stato                 | Arena                                          | Capacità           | Esordio            |                    |                    |
| Eastern Conference           | Eastern Conference           | Eastern Conference                             | Eastern Conference | Eastern Conference | Eastern Conference | Eastern Conference |
| ---------------------------- | ---------------------------- | ---------------------------------------------- | ------------------ | ------------------ | ------------------ | ------------------ |
| Birmingham Legion            | Birmingham, Alabama          | Protective Stadium                             | 47.100             | 2019               |                    |                    |
| Charleston Battery           | Charleston, Carolina del Sud | Patriots Point Soccer Complex (Mount Pleasant) | 3.900              | 2011               |                    |                    |
| Detroit City                 | Detroit, Michigan            | Keyworth Stadium (Hamtramck)                   | 7.933              | 2022               |                    |                    |
| Hartford Athletic            | Hartford, Connecticut        | Dillon Stadium                                 | 5.500              | 2019               |                    |                    |
| Indy Eleven                  | Indianapolis, Indiana        | Michael A. Carroll Track & Soccer Stadium      | 12.000             | 2018               |                    |                    |
| Loudoun Utd                  | Leesburg, Virginia           | Segra Field                                    | 5.000              | 2019               |                    |                    |
| Louisville City              | Louisville, Kentucky         | Lynn Family Stadium                            | 15.304             | 2015               |                    |                    |
| Miami FC                     | Miami, Florida               | Pitbull Stadium                                | 20.000             | 2020               |                    |                    |
| North Carolina FC            | Raleigh, Carolina del Nord   | WakeMed Soccer Park (Cary)                     | 10.000             | 2024               |                    |                    |
| Pittsburgh Riverhounds       | Pittsburgh, Pennsylvania     | Highmark Stadium                               | 5.000              | 2011               |                    |                    |
| Rhode Island FC              | Smithfield, Rhode Island     | Beirne Stadium                                 | 5.252              | 2024               |                    |                    |
| Tampa Bay Rowdies            | Tampa, Florida               | Al Lang Stadium (Saint Petersburg)             | 7.227              | 2017               |                    |                    |
| Western Conference           |                              |                                                |                    |                    |                    |                    |
| Colorado Springs Switchbacks | Colorado Springs, Colorado   | Weidner Field                                  | 8.000              | 2015               |                    |                    |
| El Paso Locomotive           | El Paso, Texas               | Southwest University Park                      | 9.500              | 2019               |                    |                    |
| FC Tulsa                     | Tulsa, Oklahoma              | ONEOK Field                                    | 7.833              | 2015               |                    |                    |
| Las Vegas Lights             | Las Vegas, Nevada            | Cashman Field                                  | 9.334              | 2018               |                    |                    |
| Lexington                    | Lexington, Kentucky          | Lexington SC Stadium                           | 7.500              | 2025               |                    |                    |
| Monterey Bay                 | Monterey, California         | Cardinale Stadium (Seaside)                    | 6.000              | 2022               |                    |                    |
| New Mexico Utd               | Albuquerque, Nuovo Messico   | Rio Grande Credit Union Field                  | 13.500             | 2019               |                    |                    |
| Oakland Roots                | Oakland, California          | Pioneer Stadium                                | 5.500              | 2021               |                    |                    |
| Orange County                | Irvine, California           | Championship Soccer Stadium                    | 5.000              | 2011               |                    |                    |
| Phoenix Rising               | Phoenix, Arizona             | Wild Horse Pass Stadium (Chandler)             | 10.000             | 2014               |                    |                    |
| Sacramento Republic          | Sacramento, California       | Heart Health Park                              | 11.569             | 2014               |                    |                    |
| San Antonio FC               | San Antonio, Texas           | Toyota Field                                   | 8.296              | 2016               |                    |                    |

### Di prossima ammissione
| Club                  | Città         | Stato      | Stadio                | Capacità | Dal  |
| --------------------- | ------------- | ---------- | --------------------- | -------- | ---- |
| Brooklyn              | New York      | New York   | Maimonides Park       | 7.000    | 2026 |
| Ozark United          | Rogers        | Arkansas   | Ozark United Stadium  | 5.000    | 2026 |
| Santa Barbara Sky     | Santa Barbara | California | La Playa Stadium      | 10.000   | 2026 |
| Sporting Jacksonville | Jacksonville  | Florida    |                       |          | 2026 |
| Atletico Dallas       | Garland       | Texas      | Cotton Bowl           | 92.000   | 2027 |
| Buffalo               | Buffalo       | New York   |                       |          | 2027 |
| Milwaukee             | Milwaukee     | Wisconsin  | Iron District Stadium | 8.000    | 2027 |
| Iowa                  | Des Moines    | Iowa       | Pro Iowa Stadium      | 6.300    |      |
| Palm Beach            | Palm Beach    | Florida    |                       |          |      |

### Non più presenti
| Club                   | Città          | Stato               | Stadio                                       | Capacità | Dal  | Al   | Motivo                                                                                                |
| ---------------------- | -------------- | ------------------- | -------------------------------------------- | -------- | ---- | ---- | --- |
| Antigua Barracuda      | Saint John's   | Antigua e Barbuda   | Stanford Cricket Ground                      | 5.000    | 2011 | 2013 | Cessa le attività                                                                                     |
| Atlanta United 2       | Atlanta        | Georgia             | Fifth Third Bank Stadium (Kennesaw)          | 8.318    | 2018 | 2022 | Passa in MLS Next Pro                                                                                 |
| Austin Aztex           | Austin         | Texas               | House Park                                   | 6.500    | 2015 | 2015 | Cessa le attività                                                                                     |
| Austin Bold            | Austin         | Texas               | Bold Stadium                                 | 5.000    | 2019 | 2021 | Sospende e poi cessa le attività                                                                      |
| Charlotte Eagles       | Charlotte      | Carolina del Nord   | Dickson Field                                | 5.000    | 2011 | 2014 | Passa in USL PDL                                                                                      |
| Charlotte Independence | Charlotte      | Carolina del Nord   | American Legion Memorial Stadium             | 10.500   | 2015 | 2021 | Passa in USL League One                                                                               |
| FC Cincinnati          | Cincinnati     | Ohio                | Nippert Stadium                              | 40.000   | 2016 | 2018 | Passa in MLS                                                                                          |
| Dayton Dutch Lions     | Dayton         | Ohio                | DOC Stadium (West Carrollton)                | 3.000    | 2011 | 2014 | Passa in USL PDL                                                                                      |
| Fresno FC              | Fresno         | California          | Chukchansi Park                              | 12.500   | 2018 | 2019 | Cessa le attività                                                                                     |
| LA Galaxy II           | Los Angeles    | California          | Dignity Health Track Stadium (Carson)        | 5.000    | 2014 | 2022 | Passa in MLS Next Pro                                                                                 |
| Memphis 901            | Memphis        | Tennessee           | AutoZone Park                                | 10.000   | 2019 | 2024 | Cessa le attività                                                                                     |
| FC Montréal            | Montréal       | Québec              | Complexe sportif Claude-Robillard            | 9.500    | 2015 | 2016 | Cessa le attività                                                                                     |
| Nashville              | Nashville      | Tennessee           | First Tennessee Park                         | 10.000   | 2018 | 2019 | Passa in MLS                                                                                          |
| FC New York            | New York       | New York            | Belson Stadium                               | 5.000    | 2011 | 2011 | Passa in NPSL, dal 2013 cessa le attività                                                             |
| N.Y. Red Bulls II      | New York       | New York            | MSU Soccer Park at Pittser Field (Montclair) | 5.000    | 2015 | 2022 | Passa in MLS Next Pro                                                                                 |
| OKC Energy             | Oklahoma City  | Oklahoma            | Taft Stadium                                 | 7.500    | 2014 | 2021 | Sospende temporaneamente le attività; il club prevede di riprendere a giocare entro il 2026           |
| Orlando City           | Orlando        | Florida             | ESPN Wide World of Sports Complex            | 5.500    | 2011 | 2014 | Passa in MLS                                                                                          |
| Orlando City B         | Orlando        | Florida             | Titan Soccer Complex                         | 3.500    | 2016 | 2017 | Sospende le attività, dal 2022 in MLS Next Pro                                                        |
| Ottawa Fury            | Ottawa         | Ontario             | TD Place Stadium                             | 24.000   | 2017 | 2019 | Cessa le attività                                                                                     |
| Penn FC                | Harrisburg     | Pennsylvania        | Skyline Sports Complex                       | 4.000    | 2011 | 2018 | Sospende e poi cessa le attività                                                                      |
| Philadelphia Union II  | Filadelfia     | Pennsylvania        | Subaru Park (Chester)                        | 18.500   | 2016 | 2020 | Sospende le attività, dal 2022 in MLS Next Pro                                                        |
| Phoenix FC             | Phoenix        | Arizona             | Sun Devil Soccer Stadium                     | 3.400    | 2013 | 2013 | Cessa le attività                                                                                     |
| Portland Timbers 2     | Portland       | Oregon              | Hillsboro Stadium (Hillsboro)                | 7.600    | 2015 | 2020 | Sospende le attività, dal 2022 in MLS Next Pro                                                        |
| Real Monarchs          | Salt Lake City | Utah                | Zions Bank Stadium (Herriman)                | 5.000    | 2015 | 2021 | Passa in MLS Next Pro                                                                                 |
| Reno 1868              | Reno           | Nevada              | Greater Nevada Field                         | 9.013    | 2017 | 2020 | Cessa le attività                                                                                     |
| Richmond Kickers       | Richmond       | Virginia            | City Stadium                                 | 22.000   | 2011 | 2018 | Passa in USL League One                                                                               |
| Rio Grande Valley      | Edinburg       | Texas               | H-E-B Park                                   | 9.400    | 2016 | 2023 | Cessa le attività                                                                                     |
| Rochester Rhinos       | Rochester      | New York            | Rochester Rhinos Stadium                     | 13.768   | 2011 | 2017 | Attività sospesa; è entrato a far parte di MLS Next Pro nel 2022 e si è ritirato dopo quella stagione |
| Saint Louis FC         | St. Louis      | Missouri            | West Community Stadium (Fenton)              | 6.200    | 2015 | 2020 | Cessa le attività                                                                                     |
| San Diego Loyal        | San Diego      | California          | Torero Stadium                               | 8.000    | 2020 | 2023 | Cessa le attività                                                                                     |
| Sporting K.C. II       | Kansas City    | Kansas              | Children's Mercy Park                        | 18.467   | 2016 | 2021 | Passa in MLS Next Pro                                                                                 |
| Tacoma Defiance        | Tacoma         | Washington          | Cheney Stadium                               | 6.500    | 2015 | 2021 | Passa in MLS Next Pro                                                                                 |
| Toronto FC II          | Toronto        | Ontario             | Lamport Stadium                              | 9.600    | 2015 | 2018 | Passa in USL League One, dal 2022 in MLS Next Pro                                                     |
| VSI Tampa Bay          | Tampa Bay      | Florida             | Plant City Stadium                           | 6.700    | 2013 | 2013 | Cessa le attività                                                                                     |
| Vancouver Whitecaps II | Vancouver      | Columbia Britannica | Thunderbird Stadium                          | 3.500    | 2015 | 2017 | Sospende le attività, dal 2022 in MLS Next Pro                                                        |
| Wilmington Hammerheads | Wilmington     | Carolina del Nord   | Legion Stadium                               | 6.000    | 2011 | 2016 | Passa in USL PDL, dal 2018 cessa le attività                                                          |

### Soltanto annunciate
| Club             | Città    | Stato      | Anno |
| ---------------- | -------- | ---------- | ---- |
| Chicago          | Chicago  | Illinois   | 2020 |
| Puerto Rico Utd  | Aguada   | Porto Rico | 2011 |
| River Plate P.R. | Fajardo  | Porto Rico | 2011 |
| Siviglia P.R.    | Juncos   | Porto Rico | 2011 |
| Queensboro       | New York | New York   | 2023 |

## Albo d'oro
| Stagione | Campione                     | Risultato     | Finalista                                                                                   | Sede della finale                                                                           | Player's Cup           |
| -------- | ---------------------------- | ------------- | ------------------------------------------------------------------------------------------- | ------------------------------------------------------------------------------------------- | ---------------------- |
| 2011     | Orlando City                 | 2-2 (5-4 dtr) | Harrisburg City I.                                                                          | Citrus Bowl (Orlando)                                                                       | Orlando City           |
| 2012     | Charleston Battery           | 1-0           | Wilmington Hammerheads                                                                      | Blackbaud Stadium (Charleston)                                                              | Orlando City           |
| 2013     | Orlando City                 | 7-4           | Charlotte Eagles                                                                            | Citrus Bowl (Orlando)                                                                       | Richmond Kickers       |
| 2014     | Sacramento Republic          | 2-0           | Harrisburg City I.                                                                          | Bonney Field (Sacramento)                                                                   | Orlando City           |
| 2015     | Rochester Rhinos             | 2-1 (dts)     | LA Galaxy II                                                                                | Sahlen's Stadium (Rochester)                                                                | Rochester Rhinos       |
| 2016     | N.Y. Red Bulls II            | 5-1           | Swope P.R.                                                                                  | Red Bull Arena (Harrison)                                                                   | N.Y. Red Bulls II      |
| 2017     | Louisville City              | 1-0           | Swope P.R.                                                                                  | Louisville Slugger Field (Louisville)                                                       | Real Monarchs          |
| 2018     | Louisville City              | 1-0           | Phoenix Rising                                                                              | Lynn Family Stadium (Louisville)                                                            | FC Cincinnati          |
| 2019     | Real Monarchs                | 3-1           | Louisville City                                                                             | Lynn Family Stadium (Louisville)                                                            | Phoenix Rising         |
| 2020     | non assegnato                | non disputata | Campione Eastern Conference: Tampa Bay Rowdies, Campione Western Conference: Phoenix Rising | Campione Eastern Conference: Tampa Bay Rowdies, Campione Western Conference: Phoenix Rising | Reno 1868              |
| 2021     | Orange County                | 3-1           | Tampa Bay Rowdies                                                                           | Al Lang Stadium (Saint Petersburg)                                                          | Tampa Bay Rowdies      |
| 2022     | San Antonio FC               | 3-1           | Louisville City                                                                             | Toyota Field (San Antonio)                                                                  | San Antonio FC         |
| 2023     | Phoenix Rising               | 1-1 (3-2 dtr) | Charleston Battery                                                                          | Patriots Point Soccer Complex (Mount Pleasant)                                              | Pittsburgh Riverhounds |
| 2024     | Colorado Springs Switchbacks | 3-0           | Rhode Island FC                                                                             | Weidner Field (Colorado Springs)                                                            | Louisville City        |

### Titoli per squadra
| Squadra                      | Titoli | Anno       |
| ---------------------------- | ------ | ---------- |
| Orlando City                 | 2      | 2011, 2013 |
| Louisville City              | 2      | 2017, 2018 |
| Charleston Battery           | 1      | 2012       |
| Sacramento Republic          | 1      | 2014       |
| Rochester Rhinos             | 1      | 2015       |
| N.Y. Red Bulls II            | 1      | 2016       |
| Real Monarchs                | 1      | 2019       |
| Orange County                | 1      | 2021       |
| San Antonio FC               | 1      | 2022       |
| Phoenix Rising               | 1      | 2023       |
| Colorado Springs Switchbacks | 1      | 2024       |

### Players' Shield
Alla squadra col maggior numero di punti conquistati durante la stagione regolare viene assegnato il trofeo di campione della regular season, noto col nome di Players' Shield (già Commissioner's Cup) nonché corrispettivo USL del Supporters' Shield della MLS.
| Squadra                | Titoli | Anno             |
| ---------------------- | ------ | ---------------- |
| Orlando City           | 3      | 2011, 2012, 2014 |
| Richmond Kickers       | 1      | 2013             |
| Rochester Rhinos       | 1      | 2015             |
| N.Y. Red Bulls II      | 1      | 2016             |
| Real Monarchs          | 1      | 2017             |
| FC Cincinnati          | 1      | 2018             |
| Phoenix Rising         | 1      | 2019             |
| Reno 1868              | 1      | 2020             |
| Tampa Bay Rowdies      | 1      | 2021             |
| San Antonio FC         | 1      | 2022             |
| Pittsburgh Riverhounds | 1      | 2023             |
| Louisville City        | 1      | 2024             |

Solo quattro squadre sono riuscite ad aggiudicarsi nella stessa stagione sia il campionato sia la stagione regolare: Orlando City, Rochester Rhinos, New York Red Bulls II e San Antonio FC.